# Luc Janssens
Luc Janssens (Kapellen, 17 december 1964) is een Belgisch advocaat en politicus voor de VLD / Open Vld.  

## Levensloop
Luc Janssens doorliep zijn secundair onderwijs aan het Sint-Lambertusinstituut te Ekeren. Vervolgens studeerde hij rechten aan de Katholieke Universiteit Leuven, alwaar hij in 1988 afstudeerde. Hij was er vice-praeses van het Vlaams Rechtsgenootschap.
Hij werd een eerste maal verkozen op de VLD-kieslijst van Kapellen bij de lokale verkiezingen van 1994. In juli 1999 werd hij schepen in opvolging van partijgenoot Koen Helsen (die waarnemend burgemeester werd). In 2007 volgde hij deze op als waarnemend burgemeester, een mandaat dat hij uitoefende tot juli 2009, toen Dirk Van Mechelen opnieuw zijn mandaat opnam (deze was wettelijk verhinderd als Vlaams minister). Janssens werd vervolgens eerste schepen.
Janssens bekleedde diverse mandaten in de openbare sector. Hij is of was bestuurder van Publigas, FINEA, Intermixt, Distrigas, Fluxys, Eandis, IMEA, Ecluse, FINEG, Fluvius Antwerpen, Publi-T, Hij is of was ook voorzitter van het Autonoom Gemeentebedrijf Kapellen, lid van de politieraad van Politiezone Noord en bestuurder van Voka - Kamer van Koophandel Antwerpen-Waasland.